# Жара (фильм, 1982)
«Жара» (англ. Heatwave) — художественный фильм 1982 года производства Австралии. Фильм снят режиссёром Филлипом Нойсом.

## Сюжет
В Сиднее по заказу богача Питер Хуземэна должен быть построен новый большой жилой комплекс для таких же богатеев, как и он сам. Жители же окрестностей протестует против этого строительства. Возглавляет этот протест Кейт Дин. Для достижения своей цели она готова на всё — на возможное похищение с убийством, а также на любовную связь с молодым архитектором Стефенем Вестом, возглавляющим проект.

## В ролях
- Джуди Дэвис — Кейт Дин
- Ричард Моир — Стефен Вест
- Крис Хэйвуд — Питер Хуземэн
- Билл Хантер — Роберт Дункан
- Джон Грегг — Филип Лаусон
- Анна Мария Монтичелли — Виктория Вест (как Анна Джемисон)
- Джон Мейллон — Фредди Дуйер
- Деннис Миллер — Мик Дэвис
- Кэрол Скиннер — Мэри Форд
- Джиллиэн Джонс — Барби Ли Тайлор
- Фрэнк Гэллагер — Дик Молнар
- Питер Хехир — телохранитель, курящий сигару

## Съёмочная группа
- Авторы сценария: Марк Розенберг и Филлип Нойс
- Режиссёр: Филлип Нойс
- Оператор: Винсент Монтон
- Монтаж: Джон Скотт
- Продюсеры: Хиллари Линстед и Росс Мэттьюз
- Композитор: Кэмерон Аллен
- Художник: Росс Мэйджор